# غبرييل ميتسو

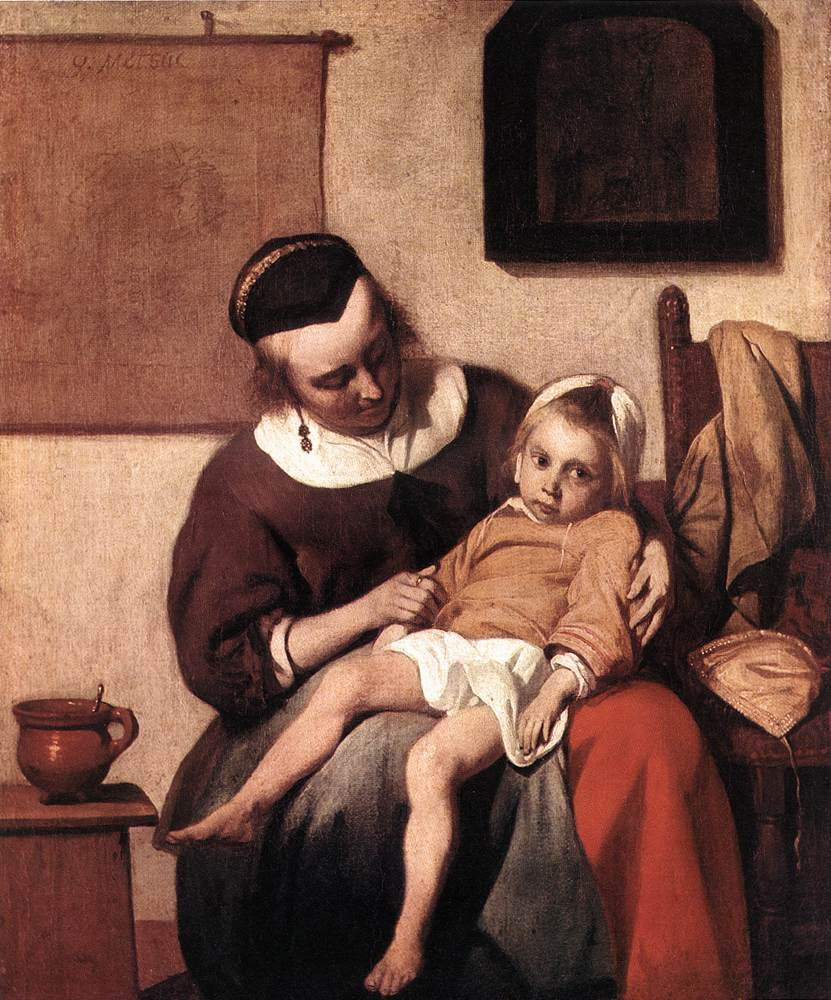
«الأم ترعى طفلها المريض» (متحف ريكز) - نحو سنة 1664 م.

غبرييل ميتسو (1629 - 1667 م) مصوّر هولندي.
ولد في مدينة ليدن، وتُوفِّي في أمستردام. تتلمذ على جيرار دو.

## روابط خارجية
- غبرييل ميتسو على موقع الموسوعة البريطانية (الإنجليزية)
- غبرييل ميتسو على موقع ميوزك برينز (الإنجليزية)